# Agustina Moraga
Agustina Moraga (* 26. Oktober 2002) ist eine argentinische Leichtathletin, die sich auf den Speerwurf spezialisiert hat.

## Sportliche Laufbahn
Erste internationale Erfahrungen sammelte Agustina Moraga im Jahr 2021, als sie bei den erstmals ausgetragenen Panamerikanischen Juniorenspielen in Cali mit einer Weite von 46,42 m den fünften Platz belegte. Im Jahr darauf gelangte sie bei den U23-Südamerikameisterschaften in Cascavel mit 48,52 m auf Rang sechs.
2022 wurde Moraga argentinischer Meisterin im Speerwurf.